# 诺斯伍德 (北达科他州)
诺斯伍德（英語：Northwood），是美国北达科他州下属的一座城市。根据2010年美国人口普查，该市有人口945人。2011年估计该市有人口941人，相对于2010年，增长率为?0.42%。